# Omote
Omote (表, jap. „Oberfläche, Außenseite“) bezeichnet in der japanischen Kultur die nach außen ersichtliche, offene und gesellschaftskonforme Seite, die oft idealisiert wird.
Die Polizei ist eine dieser gesellschaftskonformen, offenen Seiten, genauso wie die respektabel erscheinenden höflichen Umgangsformen innerhalb der japanischen Gesellschaft. Die Gegenseite, die nach asiatischem Verständnis zum Erhalt des Gleichgewichts unbedingt notwendige, nicht nach außen ersichtliche verdeckte Seite nennt man Ura (裏, jap. „Rückseite, andere Seite“). Ein Beispiel dafür sind die Yakuza, die sich nach japanischem Verständnis um die „schmutzigen“ (d. h. illegalen) Seiten der Gesellschaft zu kümmern und dabei ebenso eine geordnete Struktur einzuhalten haben wie die Polizei. Beide sind in der japanischen Gesellschaft gleichermaßen respektiert, wenn sie auch nicht gleichermaßen gutgeheißen werden.
Omote waza / Ura waza
Im Aikido und im Kinomichi werden mit den Begriffen omote und ura Varianten von Techniken unterschieden, bei denen der eine der beiden Partner, im Aikido der Verteidiger (Tori oder Nage) während der Bewegung dem Partner bzw. dem Angreifer (Uke) zugewandt bleibt, 'vor ihm stehend' (omote waza) oder die Bewegung im Rücken des Gegenübers, 'hinter ihm stehend' (ura waza) durchführt.